# نیترات
نیترات یک یون چند  اتمی است که فرمول مولکولی آن −
3NO است و جرم مولکولی آن ۶۲٫۰۰۴۹ گرم بر
مول است. این یون از اسید نیتریک نیز حاصل می‌شود.
بسیاری از ترکیبات فلزی و غیرفلزی مانند نیترات نقره، نیترات پتاسیم، نیترات مس و نیترات اوره  با یون نیترات پیوند تشکیل می‌دهند.

## شوره گزاری
ادرار جانوران هم پس از مدتی، توسط تجزیه کنندگان، تجزیه شده و به صورت آمونیاک به خاک منتقل می شود و آمونیاک تشکیل شده در مرحله قبل ؛ توسط باکتری هایی، به نام باکتری های شوره گذار؛ به نیترات تبدیل می‌شود.